# Linua
Linua je otok u otočju Torres u provinciji Torba, Vanuatu na jugozapadu Tihog oceana.

## Geografija
Linua je duga oko 2,8 km, a široka 1 km. Procijenjena nadmorska visina terena je 23 metra. Otok leži oko 60 milja (100 km) sjeverno od otoka Espiritu Santo između otoka Tegua i Lo. Otok je okružen koraljnim grebenima. Na otoku postoji zrakoplovna pista otvorena 1983. godine koja pruža jedine redovne prijevozne letove s ostatkom Vanuatua.

## Stanovništvo
Otok se koristi uglavnom u vrijeme slijetanja aviona i nije trajno naseljen; tamošnji ljudi imaju sjedište u susjednom selu Lungharegi, na otoku Lo. Linua ima mali turistički zaselak Kamilisa, koji se sastoji od četiri bungalova i kapaciteta je do 20 ljudi.